# ديفيد دبليو. فنسنت
ديفيد دبليو. فنسنت (بالإنجليزية: David W. Vincent)‏ هو إحصائي أمريكي، ولد في 26 يوليو 1949، وتوفي في 2 يوليو 2017 بسبب سرطان المعدة.